# قصر الرصاص
قصر الرصاص  هو معلم أثري تونسي مصنف من قبل المعهد الوطني للتراث يقع في ولاية صفاقس في الجنوب الشرقي التونسي، تحديدا في مدينة اكولا تم تصنيف المعلم في يوم 22 مارس 1899.

## مقالات ذات صلة
- قائمة المعالم الأثرية المصنفة في تونس